# Daniel Island

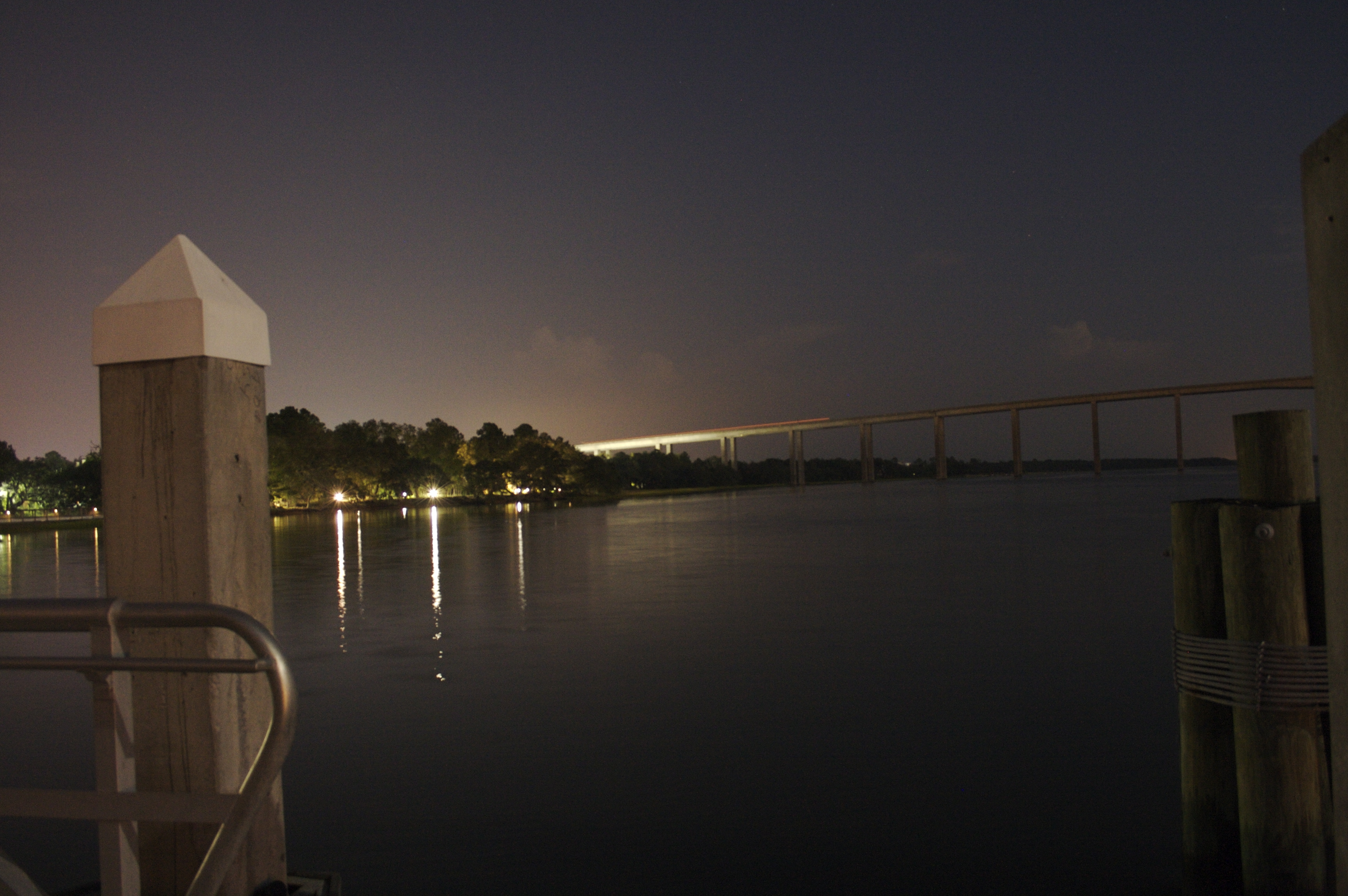
A Wando River Bridge à noite.

Daniel Island, é uma ilha/cidade de 4.000 acres (16 km2) localizada na cidade de Charleston, Carolina do Sul, Estados Unidos. Batizada com o nome de seu antigo habitante, o governador colonial das Carolinas, Robert Daniell, a ilha está localizada no condado de Berkeley e situada entre os rios Cooper e Wando. 
Desde julho de 2012, a ilha está sendo desenvolvida como uma cidade planejada completa com bairros residenciais, parques, trilhas, instalações recreativas e um centro da cidade que abriga lojas, restaurantes, escolas, igrejas e escritórios para empresas.

## História
Primeiramente habitada pelo povo Ittiwan, uma tribo nativa também comumente chamada de Etiwan; a propriedade das terras foi transferida para Robert Daniell, ex-governador da Carolina do Sul. Então, em 1947, a terra foi comprada pela Harry Frank Guggenheim Foundation e usada principalmente para agricultura, criação de gado e como reserva privada de caça, a ilha permaneceu subdesenvolvida até o início dos anos 1990, quando a recém-construída via expressa I-526 foi concluída. Naquela época, a Fundação Guggenheim patrocinou o desenvolvimento de um plano diretor que orientaria o desenvolvimento da ilha como uma extensão natural deste afluente subúrbio de Charleston. O desenvolvimento das primeiras propriedades residenciais começou em 1996 e, em 1997, a ilha foi comprada pela "Daniel's Island Company", uma desenvolvedora de condomínios planejados. Centenas de acres de parques foram criados desde então.

## Planejamento e instalações da cidade
Uma instalação esportiva profissional - o Family Circle Tennis Center - está localizada na ilha, juntamente com um clube de campo privado, o Daniel Island Club, com campos de golfe de Tom Fazio e Rees Jones. O clube sediou o Korn Ferry Tour Championship [en], o evento final do Nationwide Tour de 2009-2011. Há também três igrejas e três escolas na ilha. A comunidade e seus desenvolvedores foram reconhecidos nacionalmente por planejamento responsável e práticas de "crescimento inteligente [en]" com inúmeros prêmios e reconhecimentos. Recebeu em 2007 o "Prêmio de Excelência" do Urban Land Institute.
Daniel Island é o lar de oito parques principais, com cada bairro da ilha tendo seu próprio parque. Os oito parques são Barfield Park, Center Park, Cochran Park, Codner's Ferry Park, Daniel Island Park, Etiwan Park, Pierce Park e Smythe Park. Daniel Island também possui um centro da cidade onde estão localizados muitos comércios, restaurantes, consultórios médicos, lojas e condomínios.

## Educação
Existem três escolas localizadas em Daniel Island: a DI Academy (pré-K), Daniel Island School (K–8) e Bishop England High School (9–12), uma escola secundária católica romana privada que tem um corpo discente estimado de 700 alunos.
A Daniel Island School, uma parte do Distrito Escolar do Condado de Berkeley, foi construída em 2006. O prédio, com capacidade para 1.200 alunos, atende Daniel Island e Thomas Island. Em 2016 a escola estava superlotada, com mais de 1.400 alunos, mas foi aliviada em 2016 com a inauguração da Philip Simmons Elementary and Middle School, que passou a atender a Cainhoy Peninsula, anteriormente atendida pela Daniel Island School. Residentes em Daniel Island são zoneados para Hanahan High School em Hanahan. Em 2017, Daniel Island foi rezoneado para Philip Simmons High School. A comunidade foi previamente zoneada para Hanahan Elementary School e Hanahan Middle School.
Daniel Island tem uma biblioteca pública, uma ramificação do Sistema de Bibliotecas do Condado de Berkeley.

## Esportes
Daniel Island era o lar do Charleston Battery. Eles jogaram no MUSC Health Stadium [en] localizado na Daniel Island Drive. O Credit One Charleston Open, um torneio de tênis profissional, é disputado no Family Circle Tennis Center. O torneio também é conhecido como Charleston Open.